# Adelanto
Adelanto ist eine Stadt im US-Bundesstaat Kalifornien. Das U.S. Census Bureau hat bei der Volkszählung 2020 eine Einwohnerzahl von 38.046 ermittelt. Das Stadtgebiet umfasst eine Fläche von 138,7 Quadratkilometern und befindet sich in der Mojave-Wüste im Westen des San Bernardino County.
Mit dem Namen „Adelanto“, der aus dem Spanischen kommt und „Vorankommen“ bedeutet, wurde das 1917 an dieser Stelle eingerichtete Postamt benannt. Gegründet wurde die Stadt 1915 von E.H. Richardson, dem Erfinder des elektrischen Bügeleisens. Er kaufte sich aus dem Patenterlös das Land und wollte eine der ersten Planstädte in Südkalifornien errichten.
In der Stadt ist ein für ihre Größe und ihre Lage überdurchschnittlich reger Fremdenverkehr zu beobachten.
In der Nähe von Adelanto befindet sich die Stromrichterstation der HGÜ Intermountain.

## Bevölkerung
Die Volkszählung im Jahr 2010 registrierte 31.765 Einwohner, wobei eine Mehrheit von 58,3 Prozent (Kalifornien: 37,6 Prozent) hispanischer Herkunft, sogenannte Latinos, sind. Europäischstämmige Weiße sind im Vergleich zum übrigen Bundesstaat Kalifornien oder den Vereinigten Staaten mit 43,8 Prozent an der Bevölkerung gering repräsentiert. 20,5 Prozent  der Einwohner sind Afroamerikaner und 1,9 Prozent Asiaten stellen eine kleine Minderheit dar, während es im kalifornischen Durchschnitt nur 6,2 Prozent Afroamerikaner dafür aber 13,0 Prozent Asiaten sind.
Die Anzahl der Haushalte wird mit 7.101 angegeben, dies ergibt je Haushalt 4,11 Einwohner. Bei der US-Volkszählung 2000 zählte man lediglich 18.130 Bewohner in 4.714 Haushalten. Die Bevölkerung der Stadt hat sich innerhalb von 10 Jahren fast verdoppelt. Bemerkenswert hierbei ist, dass sich der Anteil der Latinos um rund 13 Prozent gesteigert hat, während der Anteil der weißen Bevölkerung leicht zurückging.
Die Einwohnerzahl für das Jahr 2012 wird auf 31.153 geschätzt, 1,9 Prozent weniger als 2010, was für Kalifornien sehr ungewöhnlich ist. Den Schätzungen zufolge stieg die Zahl der Einwohner 2013 wieder leicht auf 31.304 an. Damit scheint das rasante Bevölkerungswachstum der Stadt vorerst ein Ende gefunden zu haben.

## Geschichte
Die Stadt wurde 1915 durch E. H. Richardson gegründet. Richardsen investierte Geld, dass er durch den Verkauf des Patentes für ein Bügeleisen erworben hatte. Er wollte damit die erste von Grund auf geplante Stadt Kaliforniens erschaffen und das Land an Veteranen des Ersten Weltkrieges verkaufen. Er konnte diese Vision zwar nicht vollenden, aber es entstand eine Siedlung mit Obstwirtschaft. Die Weltwirtschaftskrise beendete den Obstanbau zugunsten von Geflügelzucht. 1941 wurde im Rahmen der Kriegsanstrengungen des Zweiten Weltkrieges das Victorville Army Air Field in der Nähe gegründet, das 1950 in George Air Force Base umbenannt wurde. 1970 wurde Adelanto durch Inkorporation zur Stadt erhoben und im November 1992 zur Charter City erhoben.